# Равео
Равео (итал. Raveo) —  коммуна в Италии, располагается в регионе Фриули-Венеция-Джулия, в провинции Удине.
Население составляет 485 человек (2008 г.), плотность населения составляет 41 чел./км². Занимает площадь 13 км². Почтовый индекс — 33029. Телефонный код — 0433.
Покровителем коммуны почитается святой Флориан, празднование 4 мая.

## Демография
Динамика населения:

## Администрация коммуны
- Официальный сайт: http://www.comune.raveo.ud.it